# CFM International CFM56
CFM International CFM56 (ameriška vojaška oznaka F108) je serija visokoobtočnih turboventilatorskih reaktivnih motorjev, ki jih proizvaja ameriško-francosko podjetje CFM International (CFMI). Potisk motorjev je od 18 000 do 34 000 funtov (80 do 150 kN). CFMI je 50–50 partnerstvo med SNECMA-o (Francija) in General Electric Aviation (ZDA). Oba  proizvajata komponentne in vsak ima svojo sestavljalno linijo. GE izdeluje visokotlačni kompresor, zgorevalno komoro in visokotlačno turbino. SNECMA izdeluje ventilator (Fan), transmisijo, izpuh in nizkotlačno turbino. Nekaj komponent izdeluje tudi italijanski Avio. Motorje sestavljajo GE v ZDA v kraju Evendale, Ohio in SNECMA v Villaroche, Francija. Motorje trži podjetje CFMI:
CFM56 so prvič pognali leta 1974  in je kljub omejitvam izvoza postal eden najbolj proizvajanih turboventilatorskih motorjev (turbofan) z več kot 20 000 izdelanimi v štirih glavnim različicah .
Največ se uporablja na letalih Boeing 737, kjer je na poznejših različlicah edini motor na voljo, družini letal Airbus A320, letečem tankerju KC-135 Stratotanker. Je tudi edini motor na voljo na A340-200/-300.
Ob vstopu v servis je bilo nekaj problemov z ventilatorjem, kar so uspešno popravili. Do januarja 2010 so CFM56 motorji zbrali 470 milijonov delovnih ur (približno 53 000 let delovanja).
Razvoj novih visokoobtočnih turboventilatorskih v razredu  10-ton potiska se je začel v 1960ih. SNECMA, ki je do tedaj gradila večinoma vojaške motorje je iskala partnerja za razvoj. Razmišljali so o sodelovanju z Pratt & Whitneyem, Rolls-Royce in GE Aviation. Leta 1971 so Pariškem letalskem sejmu objavili partnerstvo z GE Aviation, ki je bilo ugodno za obe strani.

## Tehnične specifikacije (CFM56-7B18)
- Tip: dvogredni, visokoobtočni turboventilatorski motor
- Dolžina: 2,5 m
- Premer ventilatorja: 1,55 m
- Masa: 2 366 kg (5216 lb)
- Kompresor: enostopenjski ventilator, 3-stopenjski nizkotlačni kompresor in 9-stopenjski visokotlačni kompresor
- Zgorevalna komora: obročasta (ang. annular)
- Turbina: enostopenjska visokotlačna, 4-stopenjska nizkotlačna

- Maks. potisk: 19,500 lbf (86,7 kN)
- Tlačno razmerje (skupno): 32,8:1
- Obtočno razmerje: 5,5:1
- Razmerje potisk/teža: 3,7:1

## Letala s CFM56 motorji
- Airbus A320
- Airbus A340 -200 in -300
- Boeing 707 nekatere različica
- Boeing 737  AEW&C
- Boeing 737  Classic
- Boeing 737 Next Generation
- Boeing Business Jet
- Boeing C-40 Clipper
- Boeing KC-135R Stratotanker
- Boeing E-3D Sentry
- Boeing P-8 Poseidon
- Boeing RC-135
- Douglas DC-8